# Neopediasia
Neopediasia là một chi bướm đêm thuộc họ Crambidae.